# Speusippos
Speusippos (snad 407 př. n. l. Athény – 339 př. n. l. tamtéž) byl řecký filozof, synovec Platónův a po jeho smrti druhý scholarcha (představený) platónské Akademie.
Jeho prvním učitelem byl Isokratés, ale když se Platón roku 387 př. n. l. vrátil do Athén, stal se Speusippos členem Akademie a roku 361 doprovázel Platóna na jeho třetí cestě na Sicílii. Na smrtelné posteli ho Platón navrhl jako svého nástupce a škola to schválila. Vedl Akademii osm let až roku 339 př. n. l. zemřel. Jeho nástupcem se stal Xenokratés.
Ze Speusippova patrně rozsáhlého díla se zachoval jen zlomek spisu O pythagorejských číslech. Z rozptýlených poznámek u jiných autorů se zdá, že Speusippos rozlišoval Jedno jakožto počátek věcí, kdežto Dobro přichází později, že měl větší pochopení pro studium přírody, zejména rostlin a živočichů, že ve ztraceném spise Quota navrhl klasifikaci živé přírody a že požitek nepovažoval za dobro. Aristotelés některé jeho názory zřejmě kritizuje, například v 7. a 12. knize Metafysiky a v Etice Nikomachově. Snad tedy lze usoudit, že se už Speusippos obrátil k empirickému zkoumání a pozorování jednotlivého a udělal tedy krok od filozofie k vědě.

## Reference

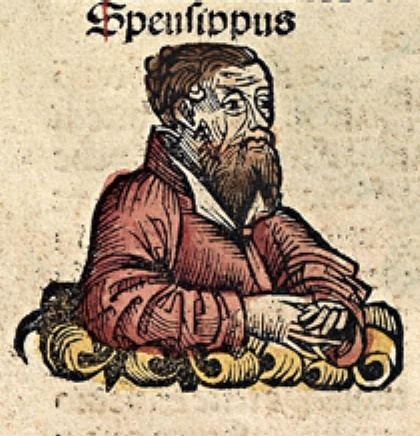
Speusippos.